# Manchenahalli, Alur
Manchenahalli là một làng thuộc tehsil Alur, huyện Hassan, bang Karnataka, Ấn Độ.